# Мартенс, Вильфрид
Ви́льфрид Ма́ртенс (нидерл. Wilfried Achiel Emma Martens [ˈβ̞ɪlfɾit ˈmɑɾtə(n)s]; 19 апреля 1936, Слейдинге, Восточная Фландрия — 9 октября 2013, Локерен) — бельгийский политик. Был премьер-министром Бельгии с 3 апреля 1979 по 6 апреля 1981, и с 17 декабря 1981 по 7 марта 1992.

## Биография
Родился в семье мелкого фермера.
В 1955 г. начал изучать право в Католическом университета города Левен. Также изучал международную политологию в Гарвардском университете. Занимался юридической практикой в Генте в Апелляционном суде. Член коллегии адвокатов Гента, доктор права, бакалавр философских наук.
С раннего возраста он стал членом Католического студенческого действия (студенческой католической фламандской организации). В 1965 г. становится членом Христианской народной партии (CVP). С 1967 по 1972 гг. он возглавляет молодёжное крыло CVP. С 1972 по 1979 год Мартенс возглавляет CVP и занимает должность заместителя председателя Палаты представителей бельгийского парламента с 1974 по 1991 гг., сенатор — 1991—1994 гг.
Являлся одним из основателей Европейской народной партии (ЕНП) в 1976 г. и председателем ЕНП с 1990 г.
С 1993 г. был председателем Европейского союза христианских демократов (EUCD), до его слияния с ЕНП в 1996 г.
С 1994 по 1998 гг. являлся членом Европейского парламента, председателем группы ЕНП. С октября 2000 по ноябрь 2001 гг. — председатель Христианско-демократического интернационала.
В 2013 году принял решение добровольно уйти из жизни при помощи эвтаназии, так как страдал от рака.